# Joves ocults
Joves ocults (títol original: The Lost Boys) és una pel·lícula de Joel Schumacher destinat a un públic adolescent i que tracta de vampirs. Kiefer Sutherland interpreta un d'ells. S'hi troben igualment els actors Corey Feldman (Divendres 13: Capítol final), Corey Haim i Jason Patric (Sleepers). L'acció se situa en els anys 1980, en la ciutat costanera de Santa Carla als Estats Units. Ha estat doblada al català.

## Argument
Després d'un divorci difícil, Lucy Emerson es trasllada amb els seus dos fills, Michael i Sam, a casa del seu pare, a Califòrnia. D'aparença plàcida, la petita ciutat de Santa Carla, anomenada « capital del crim » pels seus habitants, sembla guardar bé els misteris.
Michael no triga a conèixer una noia, Star, que forma part d'un grup de motards. Disposat a tot per seduir-la, accepta doblegar-se als rituals que exigeix David, el carismàtic i perillós líder de la banda. Però aquests reptes, cada vegada més extrems, semblen amagar un desafiament dels més foscos.
Per la seva banda, Sam troba els germans Frog, que el posen en guàrdia contra la presència de perilloses criatures a Santa Carla: els vampirs! En principi escèptic, Sam veu inquietants canvis en Michael.
El cargol s'apreta llavors al voltant dels Emerson…

## Repartiment
- Jason Patric: Michael Emerson
- Corey Haim: Sam Emerson
- Kiefer Sutherland: David
- Corey Feldman: Edgar Frog
- Jamison Newlander: Alan Frog
- Jami Gertz: Star
- Edward Herrmann: Max
- Barnard Hughes: avi Emerson
- Dianne Wiest: Lucy Emerson
- Brooke McCarter: Paul
- Billy Wirth: Dwayne
- Alex Winter: Marko
- Chance Michael Corbitt: Laddie
- Alexander Bacon Chapman: Greg
- Nori Morgan: Shelly
- Kelly Jo Minter: Maria
- Christian Osbsorne: el bateria
- Tim Cappello: el saxofonista

## Banda original
1. Good Times d'INXS i Jimmy Barnes – 3:49
2. Lost in the Shadows (The Lost Boys) de Lou Gramm – 6:17
3. Don't Let the Sun Go Down on Me de Roger Daltrey – 6:09 (Elton John/Bernie Taupin)
4. Laying Down the Law d'INXS i Jimmy Barnes – 4:24
5. People Are Strange d'Echo & the Bunnymen – 3:36 (The Doors)
6. Cry Little Sister de Gerard McMann – 4:46
7. Power Play d'Eddie & the Tide – 3:57
8. I Still Believe de Tim Cappello – 3:42
9. Beauty Has Her Way de Mummy Calls – 3:56
10. To the Shock of Miss Louise de Thomas Newman – 1:21
11. Ain't got no home de Clarence « Frogman » Henry - 2:28

## Generació perduda: La Saga
Una continuació s'ha estrenat recentment titulada Lost Boys: The Tribe. Els herois principals són Chris i Nicole Emerson (interpretats per Tad Hilgenbrink i Autumn Reeser), els fills de Star i Michael. A penes arribats a la seva nova ciutat, han s'han enfrontat als vampirs, entre els quals el magnètic Shane Powers - Angus Sutherland. El personatge de Shane és similar al de David en la versió de 1987, paper interpretat pel germà de Angus Sutherland: Kiefer. Corey Feldman hi reprèn el seu paper d'Edgar Frog.
Generació Perduda: L'origen del mal, la 3a part, va sortir l'any 2010. La intriga es recentra al voltant dels germans Frog, els aprenents caçadors de vampirs de la primera pel·lícula. Esdevinguts adults, continuen acorralant els bevedors de sang. Destacar que només Corey Feldman i Jamison Newlander són presents en els tres lliuraments.
El tema musical de la saga, Cry Little Sister és incorporat en cada obra.